# Muhammad Husajn
Muhammad Husajn (ur. 31 lipca 1980) – piłkarz bahrajński grający na pozycji obrońcy.

## Kariera klubowa
Karierę piłkarską Husajn rozpoczął w katarskim klubie Al-Ittihad z miasta Doha. W 2000 roku zadebiutował w jego barwach w lidze katarskiej. W 2001 roku odszedł do saudyjskiego Al-Ahli Dżudda, z którym w 2002 roku zdobył Puchar Korony Księcia Arabii Saudyjskiej, a w 2003 roku wygrał Arabską Ligę Mistrzów. W latach 2003–2006 był piłkarzem bahrajńskiego Al-Ahli Manama, z przerwą na wypożyczenie w sezonie 2004/2005 do katarskiego Al-Kharitiyath.
W latach 2006–2008 Husajn występował w Kuwejcie, w tamtejszej Kuwaiti Premier League. Jego pierwszym klubem w tym kraju był Kazma Sporting Club ze stolicy kraju. Grał w nim w sezonie 2006/2007. W sezonie 2007/2008 występował w Al Qadsia i zdobył z nim Puchar Kuwejtu. Z kolei jesienią 2008 roku grał w Al-Salmiya SC. Na początku 2009 roku wrócił do Kataru i został piłkarzem Umm-Salal SC.

## Kariera reprezentacyjna
W reprezentacji Bahrajnu Husajn zadebiutował w 2000 roku. W 2004 roku zajął z Bahrajnem 4. miejsce podczas Pucharu Azji 2004. Na tym turnieju wystąpił we 2 meczach: z Chinami (2:2) i o 3. miejsce z Iranem (2:4). W 2007 roku został powołany przez selekcjonera Milana Máčalę do kadry na Puchar Azji 2007. Tam rozegrał 2 spotkania: z Koreą Południową (2:1) i z Arabią Saudyjską (0:4).